# Digimon RPG
Digimon Battle (conocido en su versión coreana como Digimon RPG) es un MMORPG gratuito para jugar, basado en la franquicia Digimon, más específicamente en el anime Digimon Tamers. El juego fue originalmente publicado por CDC Games exclusivamente en Corea del Sur el 22 de enero de 2002, pero una versión gratuita para registro y descarga en inglés fue lanzada el 14 de abril de 2010 por WeMade Entertainment.

## Sistema de juego
El juego es un típico MMORPG, excepto que los jugadores no pelean directamente contra los enemigos, sino que los Digimon que capturen lo hacen en su lugar.
Los jugadores controlan un avatar de uno de los cuatro personajes principales de Digimon Tamers: Takato Matsuki, Rika Nonaka, Henry Wong, y Juri Katou. La intención de los jugadores no es representar al personaje elegido, por lo tanto está permitido elegir un nombre propio y modificar la aparencia del avatar hasta cierto punto. Se puede elegir como Digimon Inicial a uno de los tres Digimon usados por Takato, Rika y Henry en Tamers: Gigimon, Gummymon, o Viximon. En adición, otros Digimon iniciales son ofrecidos a veces durante eventos especiales; entre estos se encuentran DemiVeemon, Hopmon, Yaamon, Dorimon, y hasta un Agumon X, del anime Digimon Savers. A pesar de todo, el jugador elige un Digimon inicial, el cual usa en batalla para obtener un Digimon más fuerte, capturar otros Digimon salvajes o cumplir las misiones que dan los PNJ. A lo largo del juego, tanto el Digimon inicial como los capturados digievolucionarán a formas más fuertes con ataques más poderosos. El juego se eliminó a mediados de abril

## Digimon capturables
| - Pukamon - DemiMeramon - Kapurimon - Kuramon - Koromon - MetalKoromon - Chocomon | - Motimon - Minomon - Nyaromon - Pagumon - Paomon - Poromon - Tokomon | - Tsunomon - Upamon - Yokomon - Yuramon - Zurumon |

### Digimon especiales
Son algunos Digimon que pueden ser obtenidos tras un evento, o cumpliendo ciertas circunstancias en el juego:
- Beelzemon Blast Mode
- Gallantmon Crimson Mode
- Imperialdramon Paladin Mode
- Omnimon
- Megidramon
- Rapidmon (Gold)
- ShadowSeraphimon
- Kuzuhamon
- BlackMegaGargomon
- Raijinmon
- Fujinmon
- Pharaohmon
- Cherubimon (Good)
- Alphamon
- BlackWarGreymon

## Capturando un Digimon
Durante una batalla, el jugador tiene tres intentos para atrapar un Digimon salvaje, por la opción capture ("capturar" en inglés) en la interfaz del juego (en la versión en inglés del juego, la tecla de atajo es la "C"). Sin embargo, hay una posibilidad muy alta de que el intento falle, con un porcentaje de captura exitosa estimada en 0.01%. El jugador puede, si lo desea, comprar con dinero real en la tienda del juego una Net (una red de caza), la cual tiene una tasa de captura del 100%.
Los Digimon empiezan en el nivel Entrenamiento, y digievolucionan hasta el nivel Mega en el nivel 41.

## Batalla
La batalla se realiza en un sistema de turnos, al estilo Final Fantasy. El jugador no entra directamente en la pelea, sino que un Digimon elegido por el jugador como su monstruo principal lo hace. Cada Digimon tiene una barra de tiempo que se llena con el transcurso de la batalla; cuando la barra de tiempo se llena el jugador puede tomar acciones con ese Digimon, tales como atacar, escapar o utilizar ítems para recuperar su salud.
En la batalla, el jugador puede tomar varias acciones respecto al Digimon que esté utilizando, como usar cartas para alterar temporalmente sus características, hacerlo digievolucionar o cambiarlo por otro Digimon que posea. Solo se puede utilizar 3 cartas al mismo tiempo, y el número de usos de las cartas está limitado a 20 por pelea. Las cartas se pueden comprar en el juego o de otros jugadores.